# 尼古拉·瑟伦森
尼古拉·瑟伦森（丹麥語：Nikolaj Sørensen，1989年2月18日—），丹麦-加拿大花样滑冰运动员，2023年四大洲锦标赛冰舞银牌得主、六枚大奖赛奖牌得主、五枚挑战赛奖牌得主。